# Harry Christophers

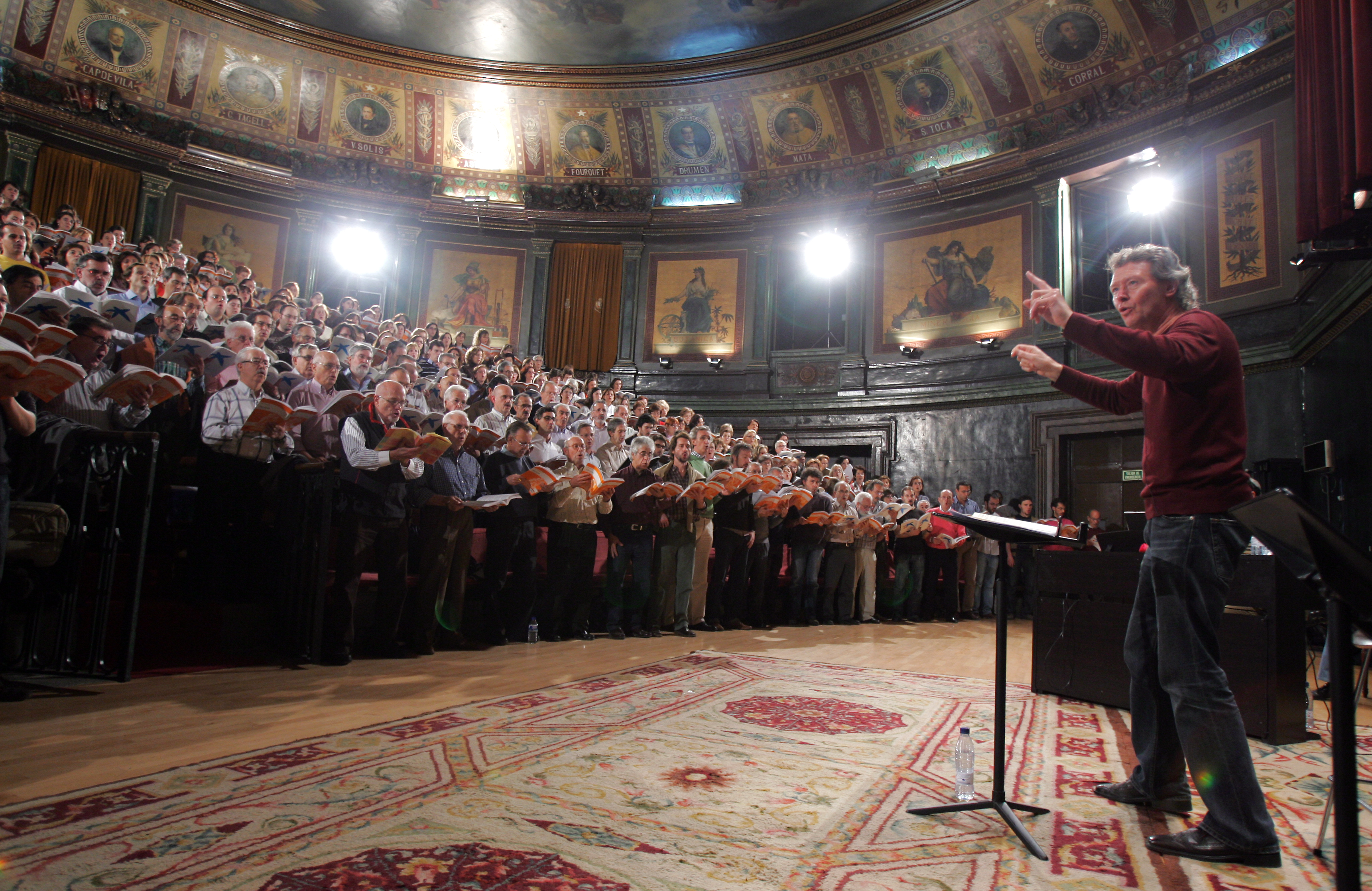
Harry Christophers 2009 in der Aula der Medizinischen Hochschule in Madrid mit einem Laienchor

Richard Henry Tudor „Harry“ Christophers CBE (* 26. Dezember 1953 in Goudhurst, Borough of Tunbridge Wells, Kent) ist ein britischer Dirigent in der Sozialisierung der britischen Chor-Tradition, der sich der historischen Aufführungspraxis verpflichtet fühlt.

## Frühe Bildung
Christophers erhielt seine Schulbildung an der King’s School in Canterbury, nachdem er bereits zuvor unter Allan Wicks (1923–2010) Chormitglied an der Canterbury Cathedral geworden war. Zusammen mit Andrew Marriner spielte er im dortigen Orchester Klarinette. Bevor er seine Leidenschaft zum Beruf machte und seine musikalische Karriere begann, studierte er zwei Jahre lang an der Magdalen College in Oxford Klassische Philologie. Es folgten sechs Jahre, in denen er eine Stelle als Sänger (Lay Vicar) an der Westminster Abbey bekleidete und anschließend drei Jahre bei dem Kammerchor BBC Singers. Die Gründung des Vokalensembles The Sixteen 1979 fällt in diese Zeit.

## Selbständigkeit
Mit The Sixteens, die sich zwar bereits 1977 formiert hatten, aber offiziell erst zwei Jahre später aus der Taufe gehoben wurden, hatte Christophers schnell internationalen Erfolg. Noch im Gründungsjahr hatte er seinen ersten Auftritt in der Magdalenen College Chapel und in der Kirche St Johns, 1980 wurde die erste Schallplattenproduktion veröffentlicht und 1981 erfolgte sein erster Auftritt beim BBC. Schwerpunkt seiner Arbeit ist Musik der Renaissance, des Barock und der Neuen Musik. Neben Aufnahmen seines eigenen Studios Coro produzierte er mit Hyperion Records, UCJ und Vergin Classics, von denen mehrere renommierte Preise erhielten wie beispielsweise ein Grand Prix du Disque oder auch den Gramophone Award für Alte Musik.
Seit 2009 wurde Christophers für die Händel- und Haydn-Gesellschaft (H+H) in Boston verpflichtet, wo er bis dato blieb, nachdem er zuvor schon im September 2008 zu deren künstlerischen Leiter ernannt worden war. Daneben engagiert er sich zunehmend für Opern. Seit dem Jahr 2000 unternimmt Christophers zusammen mit The Sixteen’s eine sogenannte Choral Pilgrimage Tour, in der er mit Musik vor der Reformation durch englische Kathedralen tourt, die jedes Jahr unter einem anderen Motto steht.
Harry Christophers ist mit Lonnie Christophers verheiratet.

## Auszeichnungen
Christophers wurde 2012 für seinen Einsatz für das britische Königshaus mit dem Order of the British Empire ausgezeichnet.

## Diskografie
An die 100 Musikeinspielungen lagen 2021 vor.
- Harry Christophers auf MusicBrainz